# 훈다브레비드
훈다브레비드(페로어: Hundabrævið)는 1350년대~1400년대 사이에 쓰인 사본으로, 훈다브레비드는 페로어로 '개 편지'를 뜻한다. 훈다브레비드는 각 섬에서의 개 사육 방법에 관한 내용을 다루고 있으나 오늘날에는 페로 제도의 많은 정착촌들의 설립 연대를 확인할 수 있는 사료로 쓰인다. 훈다브레비드는 각 섬에서의 개 소유에 관한 지침과 각 마을에서 사육이 허용되는 개의 수에 대한 지침을 제정했다. 훈다브레비드에 따르면, 개 사육는 가축 보호 목적으로만 허용되었으며, 만약 개가 사람이나 애완동물에게 해를 끼치거나 위협을 가할 경우, 개의 주인은 개를 아브시가(avsiga), 즉 죽일 수 있는 권한을 행사할 수 있다.